# Deniss Vasiļjevs
Deniss Vasiļjevs (Dunaburgo, 9 de agosto de 1999) é um patinador artístico letão. Conquistou a medalha de prata na patinação artística nos Jogos Olímpicos de Inverno da Juventude de 2016 na categoria individual e a medalha de bronze nas equipes mistas. Nos Jogos Olímpicos de Inverno de 2018 em Pyeongchang representou a Letônia.

## Principais resultados
| Resultados | Resultados      | Resultados      | Resultados      | Resultados      | Resultados       | Resultados        | Resultados      | Resultados      | Resultados      | Resultados    | Resultados    | Resultados    |
| Internacional | Internacional   | Internacional   | Internacional   | Internacional   | Internacional    | Internacional     | Internacional   | Internacional   | Internacional   | Internacional | Internacional | Internacional |
| Evento/Temporada | 2010– 2011      | 2011– 2012      | 2012– 2013      | 2013– 2014      | 2014– 2015       | 2015– 2016        | 2016– 2017      | 2017– 2018      | 2018– 2019      |               |               |               |
| --- | --------------- | --------------- | --------------- | --------------- | ---------------- | ----------------- | --------------- | --------------- | --------------- | ------------- | ------------- | ------------- |
| Jogos Olímpicos |                 |                 |                 |                 |                  |                   |                 | 19.º            |                 |               |               |               |
| Campeonato Mundial |                 |                 |                 |                 |                  | 14.º              | 14.º            | 6.º             |                 |               |               |               |
| Campeonato Europeu |                 |                 |                 |                 |                  | 12.º              | 7.º             | 4.º             | 11.º            |               |               |               |
| GP Internationaux de France |                 |                 |                 |                 |                  |                   |                 |                 | 7.º             |               |               |               |
| GP NHK Trophy |                 |                 |                 |                 |                  |                   | 6.º             | 6.º             | 8.º             |               |               |               |
| GP Rostelecom Cup |                 |                 |                 |                 |                  |                   | 11.º            | 8.º             |                 |               |               |               |
| CS Golden Spin of Zagreb |                 |                 |                 |                 |                  |                   |                 |                 | WD              |               |               |               |
| CS Lombardia Trophy |                 |                 |                 |                 |                  |                   |                 | 4.º             |                 |               |               |               |
| CS Mordovian Ornament |                 |                 |                 |                 |                  | 5.º               |                 |                 |                 |               |               |               |
| CS Tallinn Trophy |                 |                 |                 |                 |                  | Medalha de bronze |                 |                 |                 |               |               |               |
| Cup of Tyrol |                 |                 |                 |                 |                  |                   | Medalha de ouro | Medalha de ouro |                 |               |               |               |
| Ice Star |                 |                 |                 |                 |                  |                   |                 |                 | Medalha de ouro |               |               |               |
| Internacional – Júnior |                 |                 |                 |                 |                  |                   |                 |                 |                 |               |               |               |
| Jogos Olímpicos da Juventude |                 |                 |                 |                 |                  | Medalha de prata  |                 |                 |                 |               |               |               |
| Campeonato Mundial Júnior |                 |                 |                 | 8.º             | 7.º              | 8.º               |                 |                 |                 |               |               |               |
| JGP JGP Estônia |                 |                 |                 |                 | 4.º              |                   |                 |                 |                 |               |               |               |
| JGP JGP França |                 |                 |                 |                 | 4.º              |                   |                 |                 |                 |               |               |               |
| JGP JGP Letônia |                 |                 |                 | 7.º             |                  | Medalha de prata  |                 |                 |                 |               |               |               |
| JGP JGP Polônia |                 |                 |                 | 10.º            |                  | Medalha de prata  |                 |                 |                 |               |               |               |
| EYOF |                 |                 |                 |                 | Medalha de prata |                   |                 |                 |                 |               |               |               |
| Bavarian Open |                 |                 |                 | Medalha de ouro |                  |                   |                 |                 |                 |               |               |               |
| Coupe Internationale de Nice |                 |                 |                 | Medalha de ouro |                  |                   |                 |                 |                 |               |               |               |
| Santa Claus Cup |                 |                 |                 |                 | Medalha de ouro  |                   |                 |                 |                 |               |               |               |
| Seibt Memorial |                 |                 |                 | Medalha de ouro |                  |                   |                 |                 |                 |               |               |               |
| Volvo Open Cup |                 |                 |                 | Medalha de ouro |                  |                   |                 |                 |                 |               |               |               |
| Internacional – Noviço |                 |                 |                 |                 |                  |                   |                 |                 |                 |               |               |               |
| Haabersti Cup | Medalha de ouro |                 |                 |                 |                  |                   |                 |                 |                 |               |               |               |
| NRW Trophy |                 | 4.º             | Medalha de ouro |                 |                  |                   |                 |                 |                 |               |               |               |
| Rooster Cup | Medalha de ouro | Medalha de ouro | Medalha de ouro |                 |                  |                   |                 |                 |                 |               |               |               |
| Seibt Memorial |                 |                 | Medalha de ouro |                 |                  |                   |                 |                 |                 |               |               |               |
| Warsaw Cup | Medalha de ouro | Medalha de ouro | Medalha de ouro |                 |                  |                   |                 |                 |                 |               |               |               |
| Nacional |                 |                 |                 |                 |                  |                   |                 |                 |                 |               |               |               |
| Campeonato Letão |                 |                 |                 |                 |                  | Medalha de ouro   | Medalha de ouro |                 |                 |               |               |               |
| Campeonato Letão – Júnior |                 |                 |                 | Medalha de ouro | Medalha de ouro  |                   |                 |                 |                 |               |               |               |
| Campeonato Letão – Noviço | Medalha de ouro |                 |                 |                 |                  |                   |                 |                 |                 |               |               |               |
| Equipes |                 |                 |                 |                 |                  |                   |                 |                 |                 |               |               |               |
| Jogos Olímpicos da Juventude |                 |                 |                 |                 |                  | 3T/1P             |                 |                 |                 |               |               |               |
| Japan Open |                 |                 |                 |                 |                  |                   |                 |                 | 2T/5P           |               |               |               |
| |                 |                 |                 |                 |                  |                   |                 |                 |                 |               |               |               |
| Legenda: GP = Grand Prix; CS = Challenger Series; JGP = Grand Prix Júnior; T = Posição da equipe; P = Posição individual; Competição não foi disputada nesta temporada; Competição não fez parte do GP/CS; Competição fez parte do GP/CS |                 |                 |                 |                 |                  |                   |                 |                 |                 |               |               |               |